# Kevin Brislin
Kevin James Brislin (* 26. November 1942) ist ein ehemaliger australischer Radrennfahrer.

## Sportliche Laufbahn
Brislin war im Bahnradsport aktiv. Er war Teilnehmer der Olympischen Sommerspiele 1964 in Tokio. In der Mannschaftsverfolgung wurde der Vierer aus Australien mit Kevin Brislin, Robert Baird, Victor Browne und Henk Vogels senior Vierter. Im Finale um den 3. Platz unterlag die Mannschaft gegen die Niederlande.